# Hassel (Weser)
Hassel egy község Németországban, Alsó-Szászország tartományban, a Weser-Nienburgi járásban. Lakosainak száma 1839 fő (2023. december 31.).

## Fekvése
Hoya keleti szomszédjában fekvő település.

## Történelme
Nevét 1091-ben említették először az oklevelek Hasela néven. Későbbi névváltozatai: 1265-ben Hasle, 1270 és 1359 körül Haslo formában írták.
A település nevét az 1219 körül e helyen élt Ludolf von Hassel lovagról kapta.
Hassel 2010 végéig, az Eystrup önkormányzatához tartozott, Eystrup székhellyel.  2011 január 1-vel egyesült a környező településekkel, és Hoya székhellyel.
A település határában található Alhuser Ahe egy 22 hektáros ártéri terület Hassel és Hoya között a Weser-Aller alföldön  Wesertől keletre. A természetvédelmi terület főleg tölgyekből és juharfákból álló lombhullató ártéri erdő, melyet buja lágyszárúak, főképp a március végén, április elején nyíló Odvas keltike (Corydalis cave), fehér és lila virágszőnyege borítja. A tápanyagban gazdag, mérsékelten nedves talajon számos más növényfaj is előfordul, különösen tavasszal.

## Népessége
| Lakosok száma | 1805 | 1791 | 1775 | 1722 | 1823 | 1839 |
|               | 2016 | 2017 | 2019 | 2021 | 2022 | 2023 |

## Közlekedés
A település a 215-ös  Nienburg/Weser főútvonal mellett található. Szintén Hasselen vezet át az L 330-as út is és az  Eystrup-Hoya Syke közötti kisebb vasút is.

## Nevezetességek

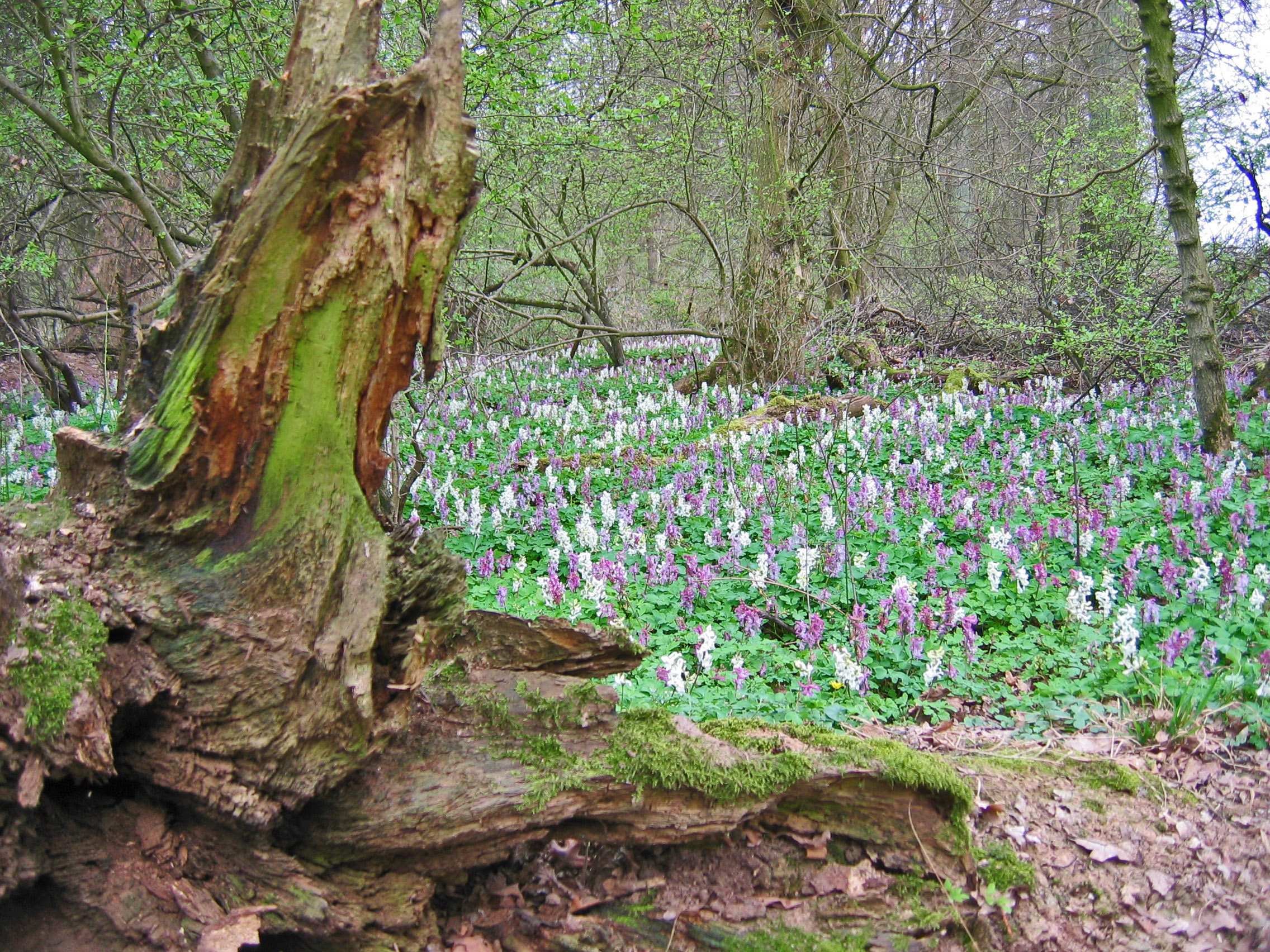

- Szent Kozma és Damján evangélikus temploma - tégla és nagyméretű homokkő blokkokból épült a 12-13. században.
- Természetvédelmi terület - minden év március-áprilisában itt nyílik az Odvas keltike (Cordinalis cava) fehér és lila virágainak sokasága.

## Itt született személyek
- Henry Precht (1852-1925) - kémikus és mineralógus

## Testvértelepülések
1. 1 2  Alle politisch selbständigen Gemeinden mit ausgewählten Merkmalen am 31.12.2023 (német nyelven). register of German municipalities (2023) . Szövetségi Statisztikai Hivatal, 2024. október 28. (Hozzáférés: 2024. november 16.)